# جون غاردنر (محامي)
جون غاردنر (بالإنجليزية: John Gardner)‏ هو قاضي ومحامي أمريكي، ولد في 17 سبتمبر 1697 في نيوبورت في الولايات المتحدة، وتوفي بنفس المكان في 1764.